# Robert Philipp Nöll von der Nahmer
Robert Philipp Nöll von der Nahmer (* 24. Mai 1899 in Langenschwalbach; † 24. Mai 1986 in Wiesbaden) war ein deutscher Finanzwissenschaftler und Politiker der FDP.

## Leben
Nöll von der Nahmer, studierter Volkswirtschaftler, war in der Zeit des Nationalsozialismus Mitglied der von Hans Frank gegründeten NS-Akademie für Deutsches Recht. 1934 erschien im Völkischen Beobachter Nr. 135 ein Beitrag von ihm über „Mussolinis Zinssenkungsaktion“. Nachdem er 1935 zunächst als ao. Professor an die Universität Breslau berufen worden war, wurde er 1940 Ordinarius an der Hochschule für Welthandel in Wien.
Von 1946 bis 1964 lehrte er an der Johannes Gutenberg-Universität Mainz, wo sich heute auch sein wissenschaftlicher Nachlass befindet. In den Jahren 1949 und 1954/55 war er Dekan der Rechts- und Wirtschaftswissenschaftlichen Fakultät.
Nöll von der Nahmer amtierte von November 1946 bis Dezember 1946 als hessischer Staatsminister der Finanzen. Dem Deutschen Bundestag gehörte er in dessen erster Legislaturperiode (1949–1953) an. Er wurde über die rheinland-pfälzische Landesliste gewählt. Von 1949 bis April 1952 war er stellvertretender Vorsitzender des Haushaltsausschusses des Bundestages. Vom 2. April 1952 bis 1955 war er nebenberuflich Richter am Staatsgerichtshof der Freien Hansestadt Bremen.
In den Beratungen über die neue Handwerksordnung begründete er 1953 die Notwendigkeit des Meisterbriefes mit der Erwägung, dass er die Gesellen zwinge, sich neben ihrer fachlichen Ausbildung mit wirtschaftlichen Fragen zu befassen. Die Meisterprüfung bedeute „vor allem einen Schutz für den kommenden selbständigen Handwerksmeister davor, dass er wirtschaftlich nicht vorankommt, weil er den betriebswirtschaftlichen Fragen allzuwenig Aufmerksamkeit widmet“.
Nöll von der Nahmer gehörte auch zu den Gründern des Bundes der Steuerzahler.
Von 1959 bis 1968 war er Mitglied, zeitweise Stellvertretender Vorsitzender und Vorsitzender des Beirats der Friedrich-Naumann-Stiftung.
Er ist auf dem Friedhof in Bad Schwalbach begraben.

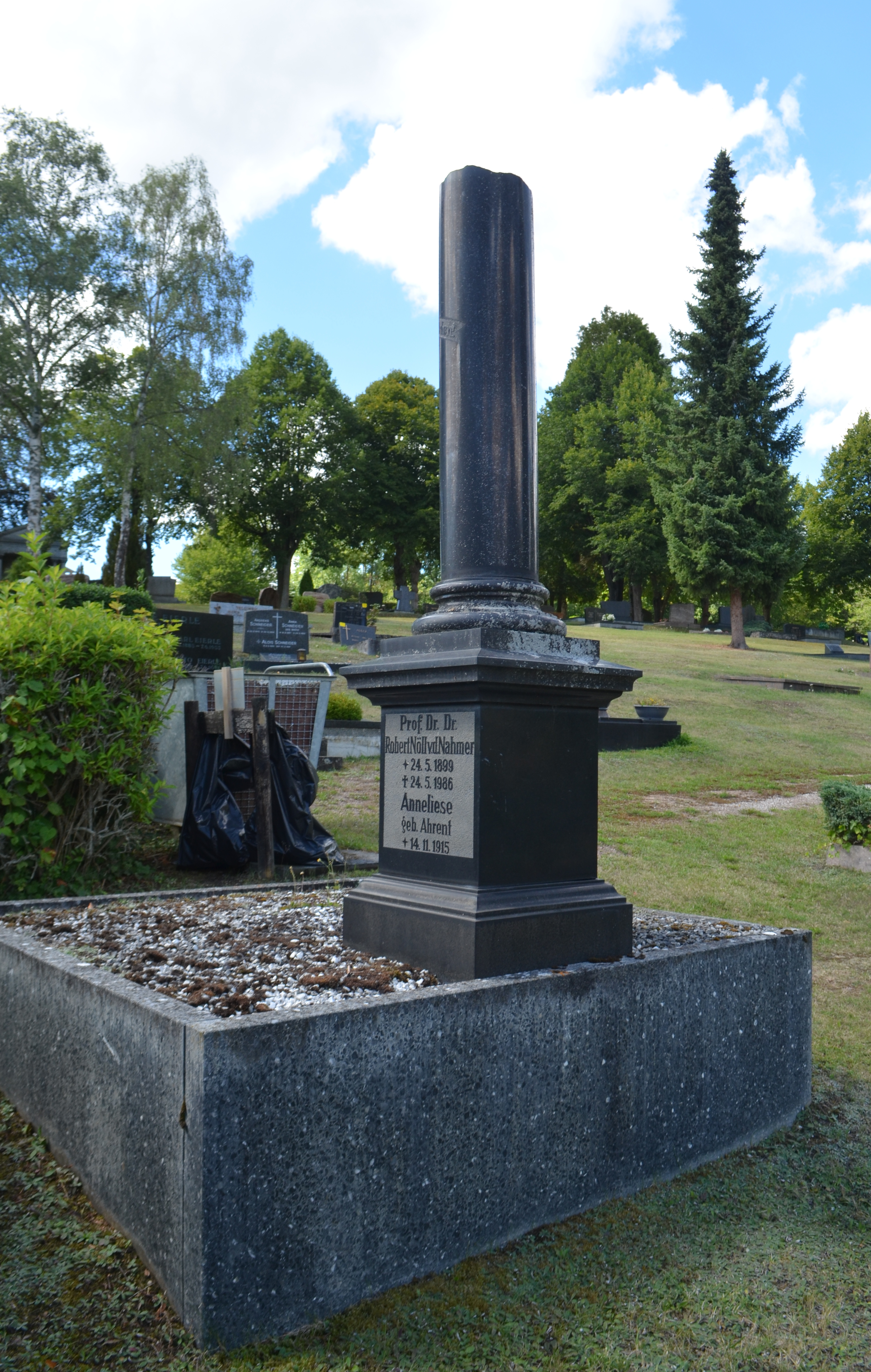
Grab auf dem Friedhof in Bad Schwalbach

## Schriften
- Lehrbuch der Finanzwissenschaft, 2 Bände, Köln 1964.
- Bismarcks Reptilienfonds. Aus den Geheimakten Preußens und des Deutschen Reiches, Mainz 1968.
- Weltwirtschaft und Weltwirtschaftskrise, in: Propyläen Weltgeschichte, Band IX: Das 20. Jahrhundert.